# Конспиративна теория за монетата от 10 агори
Конспиративна теория за монетата от 10 агори е представена от лидера на Организацията за освобождение на Палестина (ООП) и партия „Фатах“, Ясер Арафат, въз основа на статия на географа Гуин Роули. В статията на Роули се твърди, че на израелска монета е изобразена карта, отразяваща териториалните амбиции на Израел. Демонстрирайки монетата, Ясер Арафат излиза през 1990 г. с изявление относно намеренията на Израел пред Съвета за сигурност на ООН. Предположенията на Роули и Арафат са проверени от специалисти по история, география, археология и нумизматика и са счетени за неоснователни. Впоследствие обаче партия „Фатах“ продължава да ги използва.

## Статията на Гуин Роули
През 1989 г. географът Гуин Роули публикува статия, озаглавена „Развитие на перспективите за териториален обхват на Израел: кратка оценка“ (Developing Perspectives upon the Areal Extent of Israel: An Outline Evaluation, 1989 г.), съдържаща илюстрация с надпис „размерите на територията на Израел според <…> израелската монета от 10 агори“. В тази статия Роули заявява, че монетата може да се счита за „един от възможните признаци за по-широки териториални амбиции на Израел“, твърдейки, че на монетата „е изобразена карта, очевидно показваща територия, която би могла да се простира и да обхваща съвременните Аман, Бейрут, Багдад, Дамаск и северните части на Саудитска Арабия“.

## Изявления на Ясер Арафат
На 25 май 1990 г. Ясер Арафат заявява на заседание на Съвета за сигурност на ООН, че на аверса на израелската монета от 10 агори е изобразена карта на „Великия Израел“ (от Средиземно море до Месопотамия и от Червено море до Ефрат). Впоследствие той неколкократно повтаря това изявление, придобивайки навика да носи в джоба си такива монети и да ги показва на събеседниците си, заявявайки, че те са „явна демонстрация на ционистките стремежи“. Като потвърждение в първоначалната си реч Арафат се позовава на американското издание Jewish Journal; по-късно се изяснява, че се е имала предвид статията на Роули в GeoJournal.

## Анализ
Географът Саймън Беркович коментира, че „с нищо непотвърденото твърдение на Роули няма никакви основания“, отбелязвайки, че на монетата е гравиран седемсвещник (менора) на фона на камък, а Роули, „наслагвайки контура на камъка върху карта на Близкия изток, е създал дотогава неизвестна картина на региона“.
Кураторът по нумизматика на Банката на Израел, Рахел Баркай, отбелязва, че израелската монета съдържа умалено изображение на древна монета, отсечена по време на управлението на юдейския цар Антигон II (40 – 37 г. пр.н.е.), последния от династията на Хасмонеите. Особеното значение на древната монета се крие в това, че тя съдържа първото известно изображение на менора в еврейското изкуство.
Дан Бараг, археолог и нумизмат, професор в Еврейския университет в Йерусалим, коментира, че няма нито библейски, нито исторически основания да се смята, че тази древна монета изобразява контури на граници.
Роули съобщава в интервю за историка и журналист Том Сегев, че не е знаел със сигурност дали областта върху монетата е карта, но е сметнал това за възможно. Научавайки, че контурът на съвременната монета повтаря неравните очертания на древна монета, загубила формата си, Роули е заключил, че някой умишлено е деформирал древната монета, за да ѝ придаде съответната форма. На въпроса какво го е накарало да мисли така, Роули отговаря, че не може да твърди това със сигурност, но също така не знае със сигурност, че това не е направено. Беркович отбелязва у Роули „съвършено нов подход към научния метод“ и предположение за „заговор“ с цел да се промени формата на древната монета, намерена много преди появата на нейното изображение върху съвременната валута.

## Последващи събития
Свързаната с монетата теория на конспирацията все още се използва от партията „Фатах“. На 21 октомври 2023 г. Комисията на „Фатах“ по информация и култура публикува интервю с Арафат, в което той излага конспиративната теория за монетата, с коментар: „той разобличава плановете на окупацията за създаване на своята така наречена ‘държава’ и какви са нейните граници“.